# Litsea gemelliflora
Litsea gemelliflora är en lagerväxtart som beskrevs av Jacob Gijsbert Boerlage. Litsea gemelliflora ingår i släktet Litsea och familjen lagerväxter. Inga underarter finns listade i Catalogue of Life.